# Ave Pajo
Ave Pajo (* 9. Juli 1984 in Rakvere) ist eine estnische Fußballspielerin.

## Leben
Pajo spielt aktuell für die Frauenfußballabteilung des FC Levadia Tallinn im Sturm. Sie bestritt seit 2000 bisher 39 Länderspiele für die Nationalmannschaft Estlands. Bis ins Juniorenalter hinein war sie auch im Badminton erfolgreich. Bei den Erwachsenen wurde sie 2003 Vierte bei den nationalen Meisterschaften im Damendoppel mit Kati Kilk.